# گرمایش
به فرایند افزایش دما، گرمایش (به فرانسوی: chauffage) می‌گویند. 
انواع مختلفی از سیستم‌های گرمایشی استاندارد وجود دارد. در مناطق با آب‌وهوای سرد برای خانه‌های شخصی و ساختمان‌های عمومی از گرمایش مرکزی برای گرم کردن استفاده می‌کنند. هم‌چنین سیستم‌ها شامل یک دیگ بخار، کوره (مشعل) یا پمپ گرمایی برای گرم کردن آب، بخار یا هوا می‌باشند که همه  در یک مکان مرکزی مانند موتورخانه در یک خانه یا اتاق تأسیسات در ساختمان‌های بزرگ قرار می‌گیرند.
یکی دیگر از راه‌های گرم کردن فضا، سیستم حرارتی گرمایش از کف است که با انتقال حرارت به صورت تابشی سهم زیادی در فرایند گرمایشی دارد. این سیستم در مقایسه با سایر سیستم‌های حرارتی نه تنها باعث صرفه جویی و بهینه‌سازی مصرف انرژی می‌شود، بلکه در ایجاد رفاه و آسایش ساکنان نیز بسیار مؤثر است.
یکی از جدیدترین روش‌های گرمایش ساختمان‌ها استفاده از قرنیز گرمایشی می‌باشد. سیستم گرمایش قرنیزی به علت توزیع حرارت در سراسر فضا باعث ایجاد گرمایش مطبوع و یکنواخت در کل فضا می‌شود. از مزایای دیگر این روش می‌توان به سرعت و بازده بالا در گرمایش اشاره نمود.